# Yosakoi

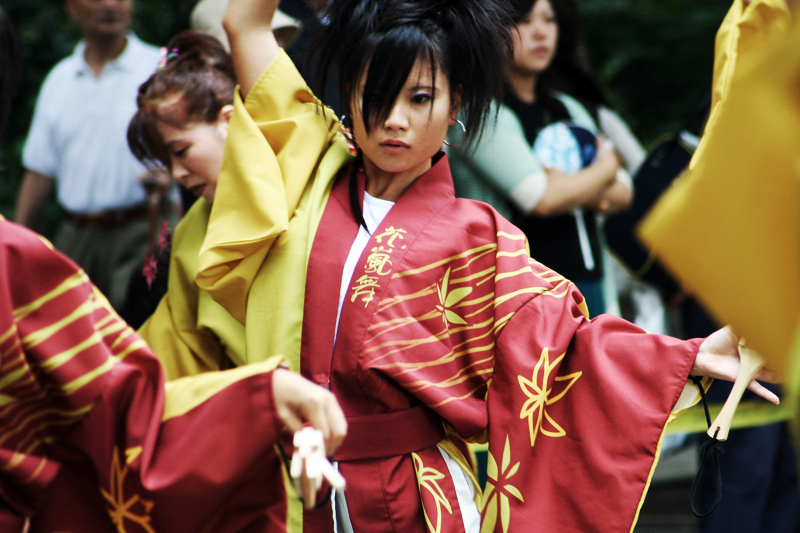
Người trình diễn yosakoi

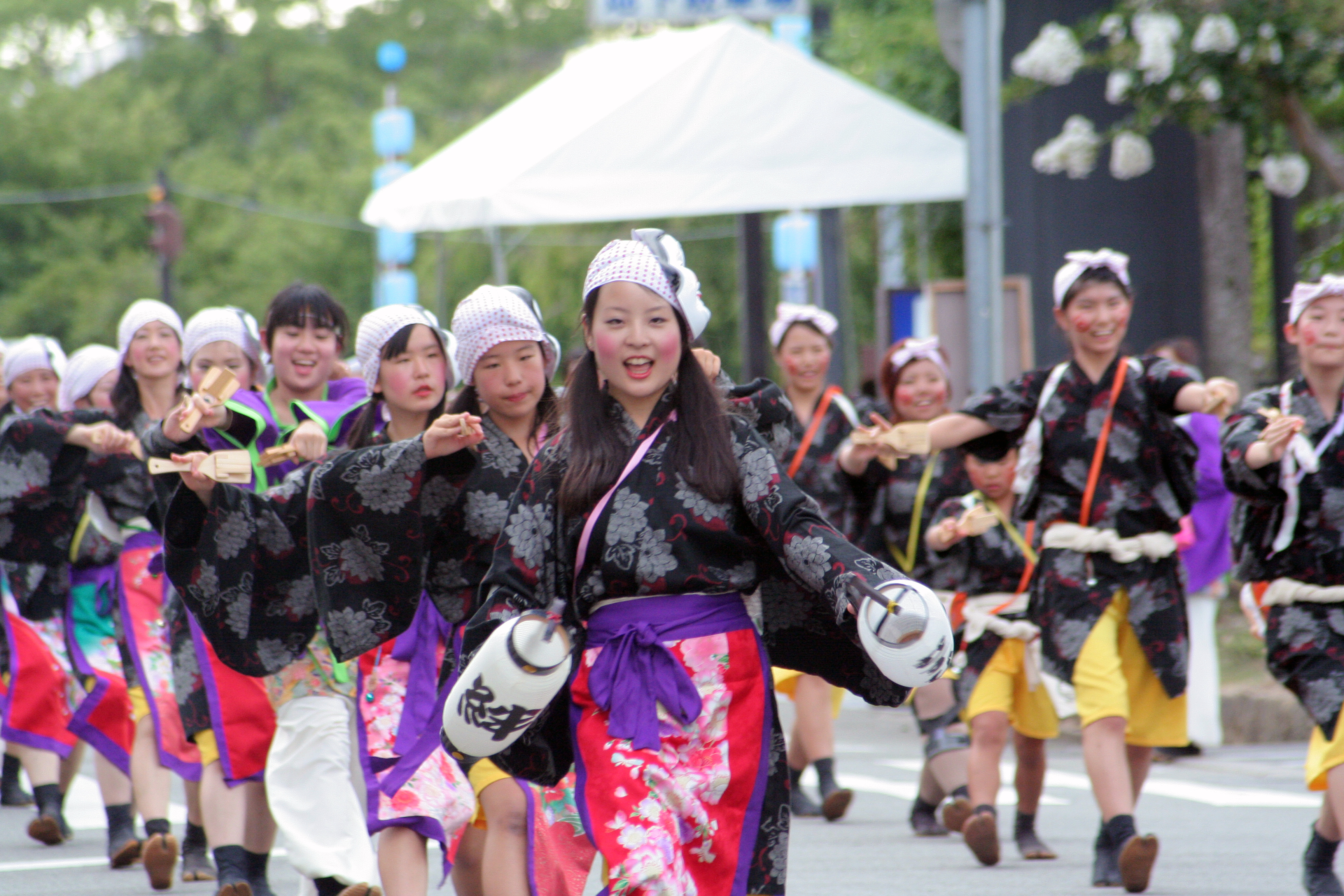
Lễ hội Yosakoi năm 2012 được tổ chức tại Himeji, Nhật Bản

Yosakoi (よさこい) là một phong cách nhảy bắt nguồn từ Nhật Bản và được trình diễn ở các lễ hội và sự kiện ở nước này. Lễ hội Yosakoi đầu tiên được tổ chức vào năm 1954 ở tỉnh Kochi. Phong cách nhảy Yosakoi được trải dài và phổ biến rộng khắp ở nước Nhật. Phong cách nhảy rất tràn đầy năng lượng, kết hợp với các động tác nhảy truyền thống Nhật Bản và nhạc hiện đại. Nhảy choreography yosakoi thường được diễn ra ở các đội lớn hơn. Hiện tại có nhiều đội yosakoi chuyên nghiệp tại các trường và thị trấn, yosakoi cũng nổi tiếng tại các lễ hội thể thao được tổ chức tại các trường tiểu học, trung học, và cao trung Nhật Bản. Những người tham gia nhảy yosakoi bao gồm nam và nữ ở mọi độ tuổi – thỉnh thoảng trong một đội duy nhất.

## Trang phục vànaruko
Các trang phục được dùng bởi các đội yosakoi rất đa dạng. Áo khoác Happi và yukata là những trang phục. Tuy nhiên, một vài nhóm khác chọn các trang phục dựa trên sự kiện lịch sử, các mốt nổi tiếng, hoặc văn hóa dân tộc. Tất cả các thành viên trong cùng một nhóm đều phải mặc trang phục giống nhau.
Một khía cạnh khác của điệu nhảy yosakoi là naruko: một vật bằng gỗ có cán cầm để đập hoặc lắc phát ra âm thanh. Naruko từng được dùng bởi người dân ở tỉnh Kōchi để đuổi chim chóc ra khỏi ruộng lúa. Một naruko truyền thống có màu đen vàng ở phần thân, nhưng hầu hết các nhóm yosakoi hiện đại đều tạo ra naruko của riêng mình, chọn màu hoặc chất liệu phù hợp với trang phục của họ. Việc sử dụng naruko là cần thiết cho điệu nhảy yosakoi, nhưng nhiều nhóm khác cũng sử dụng các nhạc cụ như trống hoặc cờ.

## Yosakoi Naruko Dancing
Điệu nhảy yosakoi được dựa trên một bài hát có tên là "Yosakoi Naruko Dancing", được viết bởi Eisaku Takemasa. Bài hát là sự kết hợp các yếu tố của ba bài hát: "Yosakoi-bushi" ("giai điệu yosakoi"), "Yocchore" (bài hát trẻ em), và "Jinma-mo" (nhạc dân gian của tỉnh Kōchi). Các cuộc thi gốc ở tỉnh Kōchi bắt buộc nhạc của các nhóm nhảy có một hoặc vài phần của bài hát gốc. Các cuộc thi và lễ hội được tổ chức ở các nơi khác không cần phải có điều kiện này (mặc dù cho phép mỗi nhóm tự biên soạn bài nhạc của mình), hoặc phải bao gồm các yếu tố truyền thống hoặc nhạc gian dân gian của nơi đó. Takemasa cho phép bài hát "Yosakoi Naruko Dancing" được trình diễn bởi công chúng.
"Yosakoi Naruko Dance" do Eisaku Takemasa sáng tác, tựa dịch Tiếng Anh từ Youtube Takeaki Mitsunaga
ヨッチョレヨ ヨッチョレヨ / Yotchoreyo Yotchoreyo
ヨッチョレ ヨッチョレ ヨッチョレヨ / Yotchore Yotchore Yotchoreyo
ヨッチョレ ヨッチョレ ヨッチョレヨ / Yotchore Yotchore Yotchoreyo
高知の城下へ来てみいや（ソレ）/ Come to near Kochi castle / Hãy tới gần kinh thành Kochi
じんまも ばんばも よう踊る / Grandfather and grandmother are dancing well / Ông bà đang nhảy rất tốt
鳴子両手に よう踊る よう踊る / Dancing well holding Naruko in hands / Nhảy thật hay cầm Naruko trong tay
土佐のー（ヨイヤサノ サノ サノ）
高知の はりまや橋で（ヨイヤサノ サノ サノ）/ Near the Harimaya bridge in Kochi known as Tosa / Gần cầu Hariyama ở Kochi là Tosa
坊さん かんざし買うをみた（ソレ）/  A monk is buying a hairpin / Người thầy chùa đang mua kẹp tóc
よさこい よさこい（ホイ ホイ）/ Yosakoi Yosakoi hoi hoi
二、（※くり返し）/ Verse 2
御畳瀬（ヨイヤサノ サノ サノ）
見せましょ 浦戸を開けて（ヨイヤサノ サノ サノ）/ Lets show Mimase. By opening Urato / Hãy xem Mimase. Bằng cách mở Urato
月の名所は 桂浜（ソレ）/ The famous location to see the moon is Katsurahama / Địa điểm nổi tiếng để ngắm mặt trăng là Katsurahama
よさこい よさこい（ホイ ホイ）/ Yosakoi Yosakoi hoi hoi
三、（※くり返し）
土佐のー（ヨイヤサノ サノ サノ）
名物 さんごに 鯨（ヨイヤサノ サノ サノ）
紙に 生糸に かつお節（ソレ）
よさこい よさこい（ホイ ホイ）
四、（※くり返し）
言うたち（ヨイヤサノ サノ サノ）
いかんちや おらんくの 池にゃ（ヨイヤサノ サノ サノ）
潮吹く 魚が 泳ぎよる（ソレ）
よさこい よさこい（ホイ ホイ）

## Yosakoi Matsuri
Yosakoi Matsuri ("lễ hội yosakoi") là một lễ hội ở thành phố Kōchi, Nhật Bản. Đây là lễ hội yosakoi gốc: sự kiện được diễn ra vào mỗi tháng 8 kể từ năm 1954. Tại lễ hội này, mỗi nhóm nhảy và đám đông nhảy yosakoi naruko dance cùng nhau. Số lượng người tham gia tăng dần theo mỗi năm: vào năm 2005 có hơn 10,000 người tham gia vào cuộc thi mỗi năm.
Nguyên tắc cuộc thi yosakoi của tỉnh Kōchi bao gồm:
- Người tham gia bắt buộc phải dùng naruko trong khi nhảy
- Nhạc cụ khác được chấp nhận, nhưng bài hát phải có ít nhất một hoặc vài phần bài hát gốc của Takemasa là "Yosakoi Naruko Dancing"
- Giới hạn thành viên mỗi nhóm là 150 người

## Sự nổi tiếng của Yosakoi

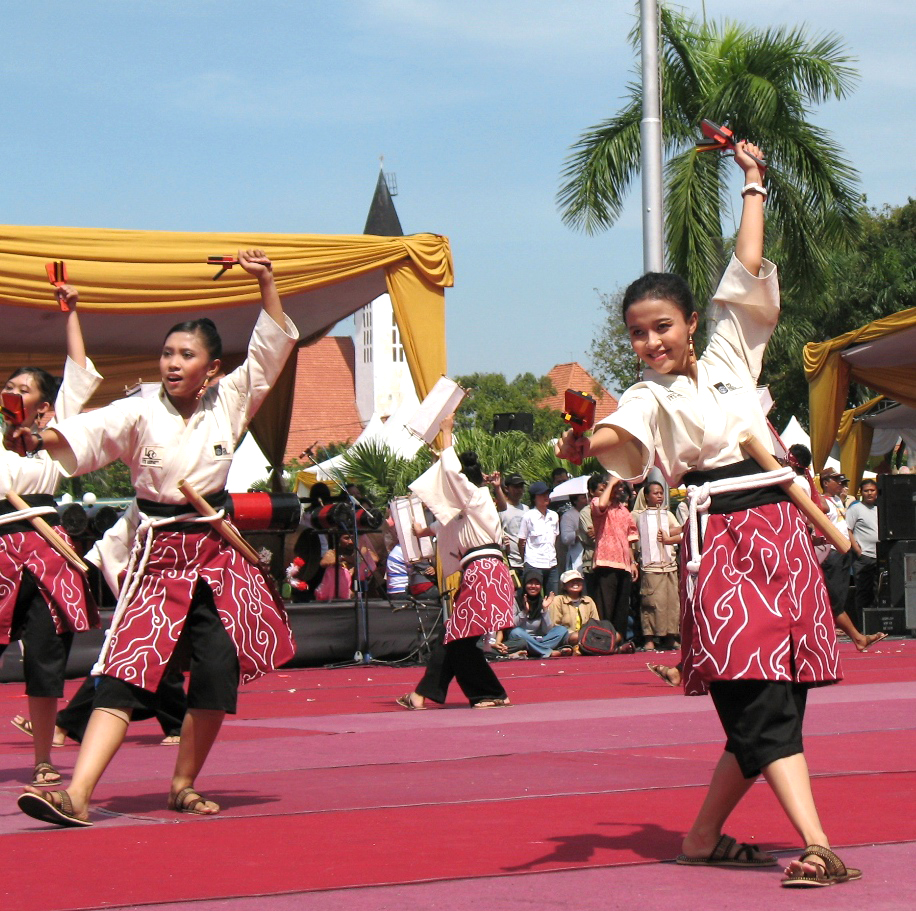
Điệu nhảy Yosakoi được trình diễn bởi nhóm Institut Teknologi Sepuluh Nopember ở Surabaya

Từ khi được giới thiệu vào năm 1954, yosakoi đã trở nên nổi tiếng khắp Nhật Bản. Lễ hội Yosakoi-Soran bây giờ được tổ chức chức ở khắp Nhật Bản xuyên suốt trong năm từ ngôi làng nhỏ có vài nhóm nhảy, cho đến một thành phố lớn như Sendai, được tổ chức lễ hội Michinoku Yosakoi Festival, lễ hội lớn thứ ba tại Nhật Bản.
Vào năm 2005, lễ hội và cuộc thi yosakoi được diễn ra hơn 200 địa điểm.
- Tại Tokyo, lễ hội Harajuku Omotesando Genki Matsuri Super Yosakoi[3] là lễ hội hai ngày được diễn ra tại năm địa điểm trong Harajuku và Công viên Yoyogi. Lễ hội này diễn ra hàng năm kể từ 2001.
- Lễ hội Sakado, Saitama Yosakoi được diễn ra kể từ năm 2001 với 67 đội và 4600 người tham gia. Lễ hội thứ 11 là vào 2011.[4]
- Sapporo, Hokkaido tổ chức lễ hội Yosakoi Sōran Festival đầu tiên vào năm 1992. Lễ hội thứ 16 được diễn ra vào ngày 6 tháng 6 năm 2007 tại Công viên Odori và một số nơi khác.
- Sasebo, Nagasaki tổ chức lễ hội Yosakoi lớn nhất ở Kyushu vào mỗi cuối tháng 10.
- Yosakoi cũng có chương trình truyền hình "Kinpachi Sensei" (3年B組金八先生?).
- Tại Surabaya, có một cuộc thi Yosakoi hàng năm. Vào 2007, giải thưởng được tặng bởi thị trưởng tỉnh Kōchi, Okazaki Seiya.

Bộ phim có điệu nhảy yosakoi như là The Harimaya Bridge, được quay tại tỉnh Kōchi. Sêri manga năm 2011, Hanayamata, được chuyển thể anime vào tháng 7 năm 2014, cũng tập trung vào điệu nhảy yosakoi.

### Quốc tế
Yosakoi được trình diễn tại Penang, Malaysia thường niên vào tháng 3 tại giữa thành phố di sản UNESCO.  Được tổ chức bởi những người đam mê có tên là Pink Hibiscus Yosakoi Dancers cùng với hội đồng thành phố Penang, tương tự ở Accra, Ghana như một sự kiện để gắn kết Nhật Bản và Ghana.
Tại Việt Nam, yosakoi được biểu diễn thường niên tại lễ hội Japan Sakura Matsuri được tổ chức vào tháng 4 ở Hà Nội bởi Trung tâm Giao lưu Văn hóa Nhật Bản Việt Nam (JPF) để giới thiệu văn hóa Nhật Bản. Lễ hội này có sự xuất hiện của 10 nhóm nhảy Yosakoi của Việt Nam và khách mời đến từ Nhật Bản. Yosakoi cũng xuất hiện tại các sự kiện anime-manga-cosplay tại các thành phố lớn như Hà Nội, Thành phố Hồ Chí Minh và Hải Phòng. Cho đến bây giờ, có đến 4 nhóm nhảy yosakoi Việt Nam tham gia vào lễ hội Harajuku Omotesando Super Yosakoi Festival, bao gồm nhóm Hanoi Sennen Yosakoi Team, nhóm Nakama Yosakoi Team, nhóm Hanuyo và nhóm Nui Truc Sakura Yosakoi Team.
Cũng có những nhóm yosakoi tại các đại học ngoài Nhật Bản, như là UC Berkeley, Kansas State University., Minnesota State University Moorhead, và ở thành phố New York. Tại Canada, nhóm có tên là Sakuramai trình diễn tại các sự kiện văn hóa và hội chợ ở Toronto và Montreal.
Tại Châu Âu, cũng có nhiều nhóm Yosakoi tại Hà Lan, Pháp, Thụy Điển, Đức, và Anh. Được thành lập bởi một học sinh của trường đại học Leiden, nhóm người Hà Lan Raiden Lưu trữ ngày 27 tháng 12 năm 2018 tại Wayback Machine trình diễn yosakoi ở nhiều các hoạt động liên quan tới Nhật Bản như là Japanmarkt thường niên, hội chợ anime và các sự kiện văn hóa khác. Một nhóm người Pháp được thành lập vào năm 2010 và trình diễn tại một số lễ hội, bao gồm International Fair of Bordeaux. Nhóm người Thụy Điển Zyka Yosakoi Lưu trữ ngày 20 tháng 9 năm 2019 tại Wayback Machine trình diễn tại các sự kiện liên quan tới Nhật Bản và một số sự kiện khác. Có một nhóm tại Luân Đôn có tên là Temuzu trình diễn tại các sự kiện Nhật Bản như là HyperJapan.